# Yugake
Yugake (弓懸, 弽 o 韘 ), era il guanto d'arme giapponese, realizzato in cuoio o stoffa, da indossarsi sotto al bracciale corazzato kote per garantire al samurai una miglior presa sull'impugnatura dell'arco yumi.

Nel linguaggio giapponese moderno, yugake indica il guanto di cuoio utilizzato dagli sportivi praticanti il tiro con l'arco.